# Bromid lithný
Bromid lithný (LiBr) je sloučenina lithia a bromu. Je extrémně hygroskopický. Na rozdíl od ostatních bromidů alkalických kovů tvoří několik hydrátů. Bezvodá forma tvoří stejně jako podobné soli krychlové krystaly.

## Výroba
Bromid lithný se vyrábí reakcí uhličitanu lithného a kyseliny bromovodíkové:
Li2CO3 + 2 HBr → 2 LiBr + H2O + CO2.

## Použití
Bromid lithný se používá v klimatizacích jako desikant.
Bromid lithný je použitelný do solárních chladicích systémů na Faradayově principu absorpčního chlazení, kdy se voda odpařuje mezi 85–95 °C.

### Použití v lékařství
V první polovině 20. století byl bromid lithný používán jako sedativum.

## Bezpečnost
Bromid lithný je stejně jako ostatní rozpustné soli lithia žíravý.